# Hotel Johnscher
O Hotel Johnscher é um tradicional hotel localizado no centro da cidade brasileira de Curitiba, estado do Paraná.
Seu edifício pertence à municipalidade e hoje é uma unidade de uma rede de hotéis, que por meio de licitação restaurou o imóvel mantendo a fachada e a arquitetura original.

## História
A família Johnscher, imigrantes alemães e proprietários de uma hospedaria no município de Paranaguá, mudou-se para Curitiba no início de 1917, a fim de explorar um importante eixo hoteleiro da década de 1910. Trata-se da rua Barão do Rio Branco, que até 1912 denominava-se "Rua da Liberdade", então o caminho natural de passageiros que utilizavam a Estação Ferroviária de Curitiba, onde atualmente está instalado o Shopping Estação. Na mesma via encontravam-se os principais prédios públicos da cidade, tanto da administração municipal como estadual.
Os Johnscher assumiram a administração do então "Hotel Paris", instalado no imóvel da família Parolim. A primeira tarefa dos novos proprietários foi a mudança do nome, pois sua reputação não era boa. Com o passar dos anos e algumas reformas, o prestígio elevou-se para um dos mais importantes estabelecimentos do sul do país.
Foi um dos pioneiros a contar com rede de telefonia interna, água quente e fria encanada, lavanderia própria a vapor, câmara frigorífica e outras benfeitorias. Sua clientela nos primeiros anos era de comerciantes em viagem a negócios.
Sob a administração de Francisco Lourenço Johnscher, o hotel chegou ao seu ápice nas décadas de 40 e 50, quando já era referência de qualidade e recebia personalidades de diversas áreas.
Sua Ceia de Natal virou tradição, bem como seu restaurante, que atendia à elite curitibana.
Após a morte de Francisco Johnscher, em 1962, a administração permaneceu com a família até 1975, quando encerrou suas atividades.

### Novo hotel e arquitetura
O prédio do Hotel Johnscher permaneceu fechado por aproximadamente vinte anos e sofreu grande deterioração. Em 1995 foi doado pela família ao município de Curitiba, que abriu processo licitatório para concedê-lo à iniciativa privada, como forma de preservar o patrimônio histórico, classificado como UIP (Unidade de Interesse de Preservação).
A rede San Juan de Hotéis assumiu em 2002 a responsabilidade de reformar e explorar, por 35 anos, o imóvel. Nas obras foram mantidas as linhas e a arquitetura eclética dos prédios do início do século XX, em um sobrado de três pavimentos e de aproximadamente 610 metros quadrados de área construída.
Hoje o hotel mescla a tradição dos anos dourados, como mobiliário de época e lareira no amplo saguão, com as instalações modernas e confortáveis das suítes.